# Minalin
Minalin là một đô thị hạng 4 ở tỉnh Pampanga, Philippines. Theo điều tra dân số năm 2007, đô thị này có dân số 44.934 người. Minalin được mệnh danh là "rổ trứng của Luzon" do địa phương này sản xuất trứng gà với quy mô lớn.
Minalin có diện tích 48,27 km2, toạ lạc ở tây nam của thủ phủ tỉnh San Fernado.

## Barangay
Minalin được chia thành 15 barangay.
- Bulac
- Dawe
- Lourdes
- Maniango
- San Francisco 1st
- San Francisco 2nd
- San Isidro
- San Nicolas
- San Pedro
- Santa Catalina
- Santa Maria
- Santa Rita
- Santo Domingo
- Santo Rosario
- Saplad